# Paul Schmidhauser
Paul Schmidhauser (* 7. November 1948 in Zürich) ist ein Schweizer Songwriter, Sänger, Musiker und Texter. Er wohnt in Otelfingen im Zürcher Unterland. Er befasst sich hauptsächlich mit englischsprachigen Songs, hat aber besonders als Texter verschiedene Exkurse ins Schweizerdeutsche unternommen. Seit Paul Schmidhauser 1965 als Sänger einer Schülerband auftrat, hat er verschiedene Stile gepflegt. So musizierte er in den Richtungen des sechziger-Rock, der Popmusik, des deutschen und italienischen Schlager, des Country und des Blues sowie des zürcherischen Dialekt-Rocks.

## Leben
- 1965–1969: Sänger in der Jugendband „Starfighters“
- 1969–1973: Sänger der Tanz-/Showband "Champions"
- 1977–1983: Sänger in der Rockband "Skin".
- 1983–1986: Solointerpret an internationalen Festivals und TV-Shows in Malta, Rostock (DDR), Sopot (Polen), Bratislava (CSSR). Studiosänger für kleinere Produktionen
- 1984–1985: Sänger beim Gesangstrio "Rose, Paul & Gerry"
- 1985–1987: Teilnahme an Eurovision-CH-Ausscheidungen:
  - "Gioventù" (Nella Martinetti): 4. Platz (mit Rose, Paul & Gerry)
  - "Amore Mio" (Nella Martinetti): 2. Platz (als Paul Monte)
  - "Questa Vita" (Renato Mascetti): 6. Platz (als Paul Monte)
- 1991–1998: Sänger bei verschiedenen kurzfristigen Bandprojekten
- seit 1998: Sänger von „Schmidhauser & Gass“ und „Schmidhauser & Gass + Colombo“ (Country)
- seit 2000: Sänger/Gitarrist des Unplugged-Trios “MFD” (Music to the Fire of the Day) sowie als Solointerpret (Gesang/Gitarre)
- 2003–2011: Sänger bei der Rockband „SCHMIDHAUSER“
- 2005: Ur-Aufführung des Musicals „Oel in Otelfingen“ (Idee, Text, Musik, Produktion von Paul Schmidhauser)
- 2014: Sänger bei der Dialekt-Rockband "Schmidhauser & Gass-Band" (zusammen mit Sohn Emilio (Gitarre) und Stefan Gass (Piano))

## Diskographie
- 1980: Single „Workin’(is killing our love)“ der Rockgruppe SKIN (MS 125)
- 1980: Single „Skintroduction/1000 Miles“ der Rockgruppe SKIN (MS 128)
- 1982: LP „Skin-Fizz“ der Rockgruppe SKIN (MOR 32020)
- 1985 Single „Gioventù“ von Rose, Paul + Gerry (Gold Records 13013)
- 1985 Single “Good-bye my love” von Rose, Paul + Gerry (Gold Record 10130)
- 1985 Single “Berühr’ mich/Du bist die Sonne” von Rose, Paul + Gerry (Gold Records 10135)
- 1986 LP „Berühr’ mich“ von Rose, Paul + Gerry (Gold Records 11254)
- 1990: Solo-CD „My Way to Rock It“: 12 Eigenkompositionen, produziert von Jürg Peterhans, mit (Polo Hofers) Schmetterband. (Mistral 70045)
- 1993: Solo-CD „Coming Back for More“: 11 Eigenkompositionen, produziert von Georges Walther (Pepe Lienhard Band) (BRR002)
- 1995: Mundart-CD „Oteljam“ von „Oteljam“ (BRR004)
- 1999: CD „Tribute to Collin Raye (The Ballads)“ von Schmidhauser & Gass (BRR005)
- 2003: Solo-CD „LA Tracks“: 13 Eigenkompositionen, produziert mit Weltklasse-Musikern in Los Angeles (Chuck Kavooras, Gary Mallaber, Jeff JD Daniel, Ralph Carter) (BRR006)
- 2014: CD "Achtibahn" von Schmidhauser & Gass (BRR007): 17 schweizerdeutsche Poprock-Songs aus eigener Küche
- 2014: CD "Happy Birthday, liebe TVO" von Schmidhauser & Gass (BRR008)(Auftragswerk für den Turnverein Otelfingen)
- 2021: Digitales Album "Reschtposchte" von Paul Schmidhauser: 14 selbstgestrickte schweizerdeutsche Poprock-Songs
- 2023: Digitales Album "More" von Paul Schmidhauser: 13 eigene englische Rock-Songs, produziert in Nashville mit Weltklasse-Musikern

| Personendaten    | Personendaten                                    |
| ---------------- | ------------------------------------------------ |
| NAME             | Schmidhauser, Paul                               |
| KURZBESCHREIBUNG | Schweizer Songwriter, Sänger, Musiker und Texter |
| GEBURTSDATUM     | 7. November 1948                                 |
| GEBURTSORT       | Zürich                                           |